# Dak Prescott
Pour les articles homonymes, voir Prescott.
(en) Statistiques sur pro-football-reference
Rayne Dakota « Dak » Prescott, né le 29 juillet 1993 à Sulphur, est un joueur américain de football américain évoluant au poste de quarterback. 
Sélectionné au quatrième tour lors de la draft 2016 de la National Football League (NFL) par les Cowboys de Dallas, il devient titulaire dès sa première saison. Débutant de l'année, il est avec Ezekiel Elliott l'un des meilleurs duos de joueurs débutants de l'histoire de la NFL.

## Biographie

### Carrière professionnelle

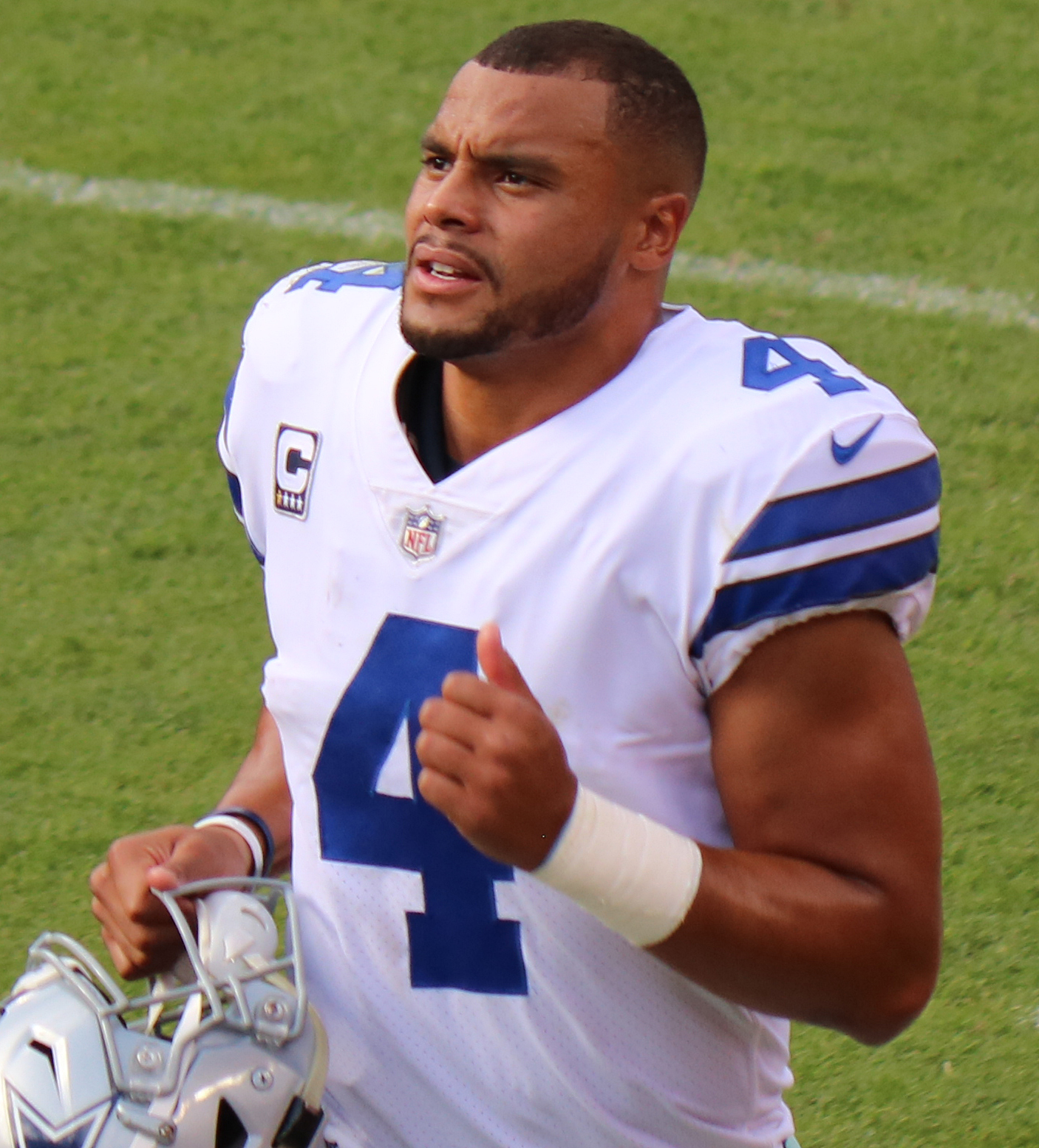
Dak Prescott en 2017.

Quarterback, il est sélectionné à la 135e place de la draft 2016 de la National Football League (NFL) par les Cowboys de Dallas, dans le but d'avoir un joueur capable d'apprendre aux côtés du quarterback titulaire Tony Romo. Les Cowboys visent initialement Paxton Lynch et Connor Cook (en), mais ils ne peuvent les sélectionner et se rabattent donc sur Prescott.
Auteur d'une bonne pré-saison 2016 et à la suite d'une nouvelle blessure de Tony Romo, Prescott devient titulaire pour le début de la saison. Il réussit en effet un début de saison remarqué en menant les Cowboys à un bilan de 8 victoires pour seulement une défaite en semaine 10, une première depuis 1977 pour la franchise. Pendant cette même période, Jerry Jones, le propriétaire des Cowboys, n'hésite pas à comparer ce qui se passe entre Dak Prescott et Tony Romo à la blessure de Drew Bledsoe et la titularisation de Tom Brady qui se sont réalisées aux Patriots de la Nouvelle-Angleterre. Tony Romo, alors remis de blessure et encore le quarterback titulaire incontesté des Cowboys ces dernières années, réalise une conférence de presse dans laquelle il reconnait la nécessité pour le bien de l'équipe d'accepter cette situation en laissant Prescott aux commandes de l'équipe.
Il conclut la saison 2016, au cours duquel il a été titularisé pour les 16 matchs du calendrier, avec 3 667 yards lancés et 23 passes de touchdown pour seulement 4 interceptions. Il a également été productif au sol avec 6 touchdowns marqués par la course. Il est nommé meilleur débutant offensif de l'année dans la NFL à l'issue de la saison.
Après quatre saisons avec l'équipe, Prescott et les Cowboys échouent à s'entendre sur un contrat à long terme. Afin d'éviter de le perdre sur le marché des agents libres, les Cowboys lui posent le 16 mars 2020 un franchise tag (en) lui accordant un montant de 31,4 millions de dollars pour la saison 2020. Il se blesse gravement à la cheville lors de la 5e semaine contre les Giants de New York et doit quitter la partie. Sa blessure est révélée comme étant une fracture ouverte et une dislocation de sa cheville droite, et il doit manquer le restant de la saison. Il menait la ligue sur les yards gagnées à la passe avec 1 856 yards en cinq parties au moment de sa blessure.
Le 10 mars 2021, il s'entend finalement sur un contrat avec les Cowboys en signant pour 4 ans pour 160 millions de dollars, dont 126 millions de ce montant étant garanti. Il fait son retour à la compétition lors du match d'ouverture de la saison face aux Buccaneers de Tampa Bay.
À la fin de la saison 2022, il est vainqueur du Walter Payton Man of the Year Award

## Statistiques
| Année              | Équipe             | MJ                 |         | Passes   | Passes | Passes | Passes | Passes | Passes | Passes  |       | Courses | Courses | Courses | Courses |
| Année              | Équipe             | MJ                 | Tentées | Réussies | Pct.   | Yards  | TD     | Int.   | Éval.  | Tentées | Yards | Moy.    | TD      |         |         |
| 2016               | Cowboys de Dallas  | 16                 | 459     | 311      | 67,8   | 3 667  | 23     | 4      | 104,9  | 57      | 282   | 4,9     | 6       |         |         |
| 2017               | Cowboys de Dallas  | 16                 | 490     | 308      | 62,8   | 3 324  | 22     | 13     | 86,6   | 57      | 357   | 6,3     | 6       |         |         |
| 2018               | Cowboys de Dallas  | 16                 | 526     | 356      | 67,7   | 3 885  | 22     | 8      | 96,9   | 75      | 305   | 4,1     | 6       |         |         |
| 2019               | Cowboys de Dallas  | 16                 | 596     | 388      | 65,1   | 4 902  | 30     | 11     | 99,7   | 52      | 277   | 5,3     | 3       |         |         |
| 2020               | Cowboys de Dallas  | 5                  | 222     | 151      | 68     | 1 856  | 9      | 4      | 99,6   | 18      | 93    | 5,2     | 3       |         |         |
| Totaux en carrière | Totaux en carrière | Totaux en carrière | 2 293   | 1 514    | 66     | 17 634 | 106    | 40     | 97,3   | 259     | 1 314 | 5,1     | 24      |         |         |